# ورزشگاه ملی توکیو

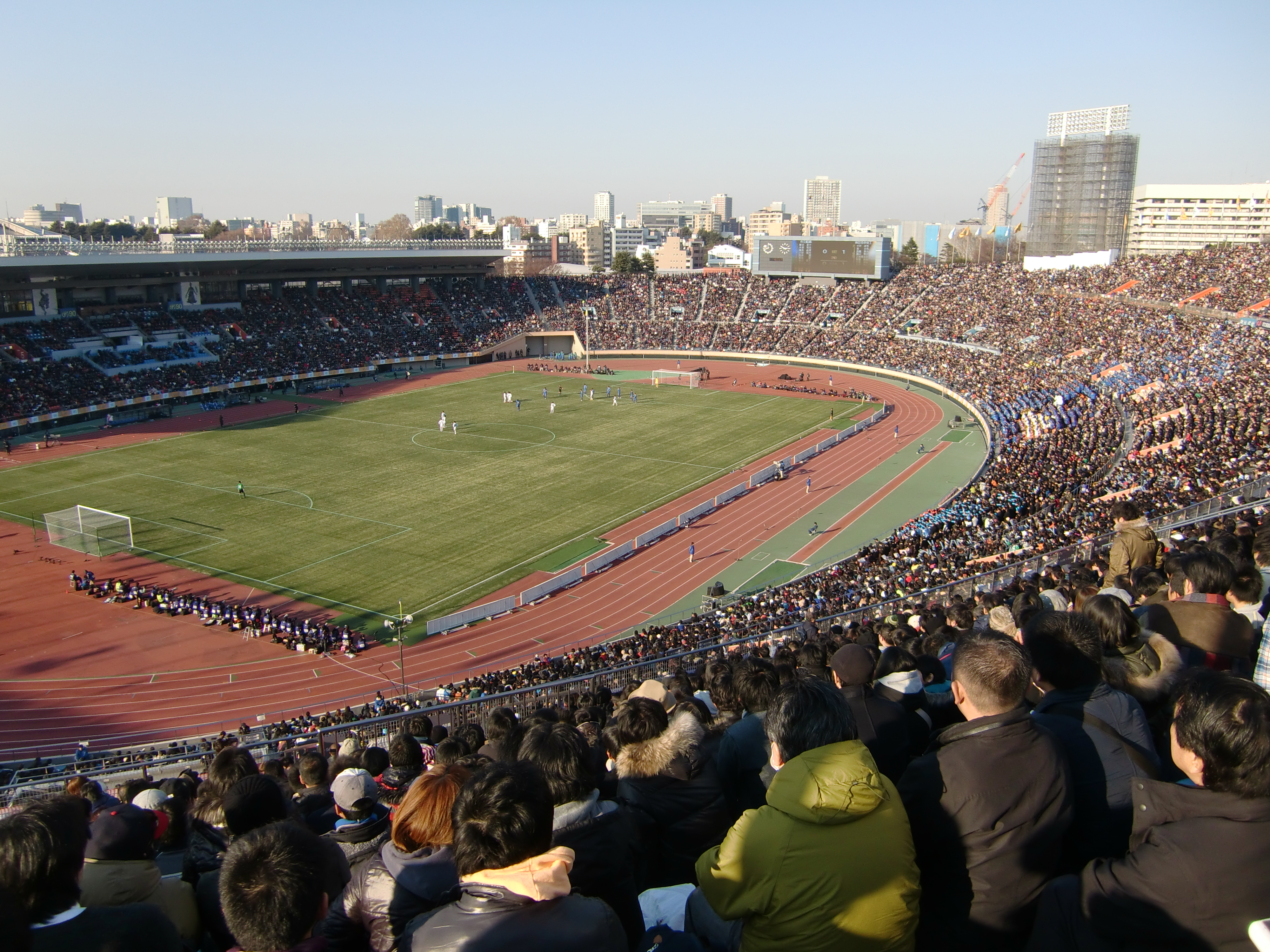
زمین فوتبال در ورزشگاه ملی المپیک توکیو

ورزشگاه ملی توکیو (به ژاپنی: 国立霞ヶ丘陸上競技場) در منطقهٔ شینجوکو و میناتو در درون ورزشگاه ملی کاسومیگائوکا در توکیو پایتخت ژاپن واقع شده‌است. این ورزشگاه در سال ۱۹۵۸ میلادی آمادهٔ بهره‌برداری شده‌است. ورزشگاه ملی المپیک توکیو در بازی‌های المپیک توکیو در سال ۱۹۶۴ میلادی ورزشگاه اصلی بوده‌است.

## ایستگاه‌های اطراف
- خط جی آر، خط چوئو-سوبو، ایستگاه سنداگایا و ایستگاه شینانوماچی
- متروی توئی، خط اوادو، ایستگاه سنداگایا و ایستگاه کوکوریتسوکیوگیجو

(Kokuritsu-Kyōgijō 国立競技場駅)